# Gavin Newsom
Gavin Christopher Newsom, född 10 oktober 1967 i San Francisco, Kalifornien, är en amerikansk demokratisk politiker. Han är guvernör i Kalifornien sedan den 7 januari 2019. Han var Kaliforniens viceguvernör från 2011 till 2019. Han var borgmästare i San Francisco 2003–2011. Newsom valdes 2003 till San Franciscos yngsta borgmästare på över 100 år. Han var en populär borgmästare bland befolkningen främst på grund av sin politik för rättigheter för homosexuella som gav honom 72% i valet 2007.
I februari 2015, meddelade Newsom sin kandidatur för guvernör i Kalifornien år 2018. Den 6 november besegrade han republikanen John H. Cox i guvernörsvalet.

## Politiska frågor i urval

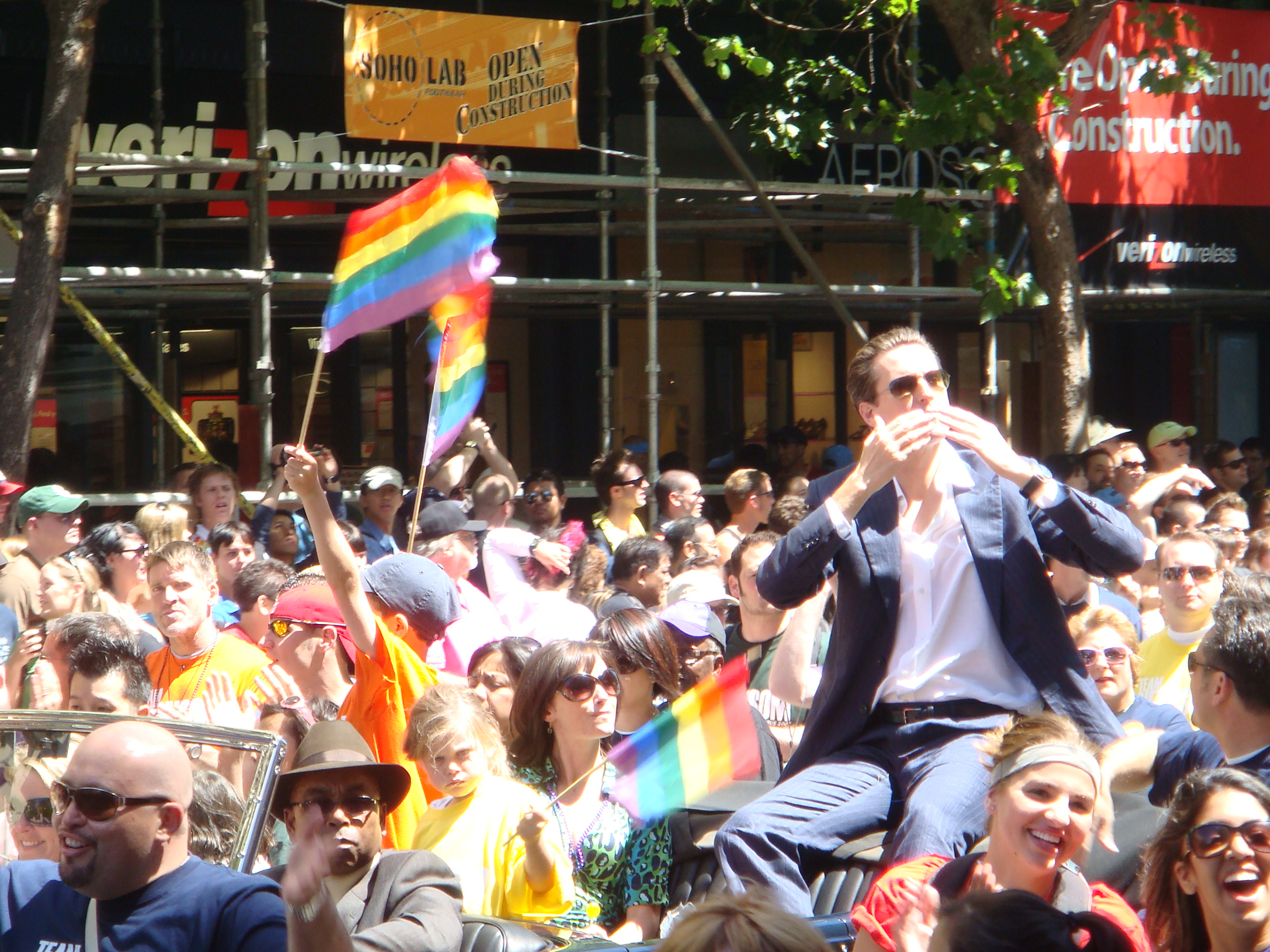
Newsom under San Francisco Pride parad 2007.

Newsom arbetar för homosexuellas rätt att gifta sig. Som borgmästare i San Francisco skrev han 2007 på en sjukvårdsplan som ska ge invånarna i staden skattefinansierad sjukvård. Det är ännu oklart när denna plan ska sättas i verket. 2004 skrev han på Kyotoprotokollet. 

## Viceguvernör
Newsom valdes 2010 till Kaliforniens viceguvernör. Flera kända demokrater (bland annat Bill Clinton, Al Gore, och Jesse Jackson) stödde honom.

## Religion
Newsom är troende katolik men kritiserar kyrkan öppet på grund av dess syn på homosexualitet. Han är dock tydlig med att han är troende katolik som går regelbundet i kyrkan.[källa behövs]

## Privatliv

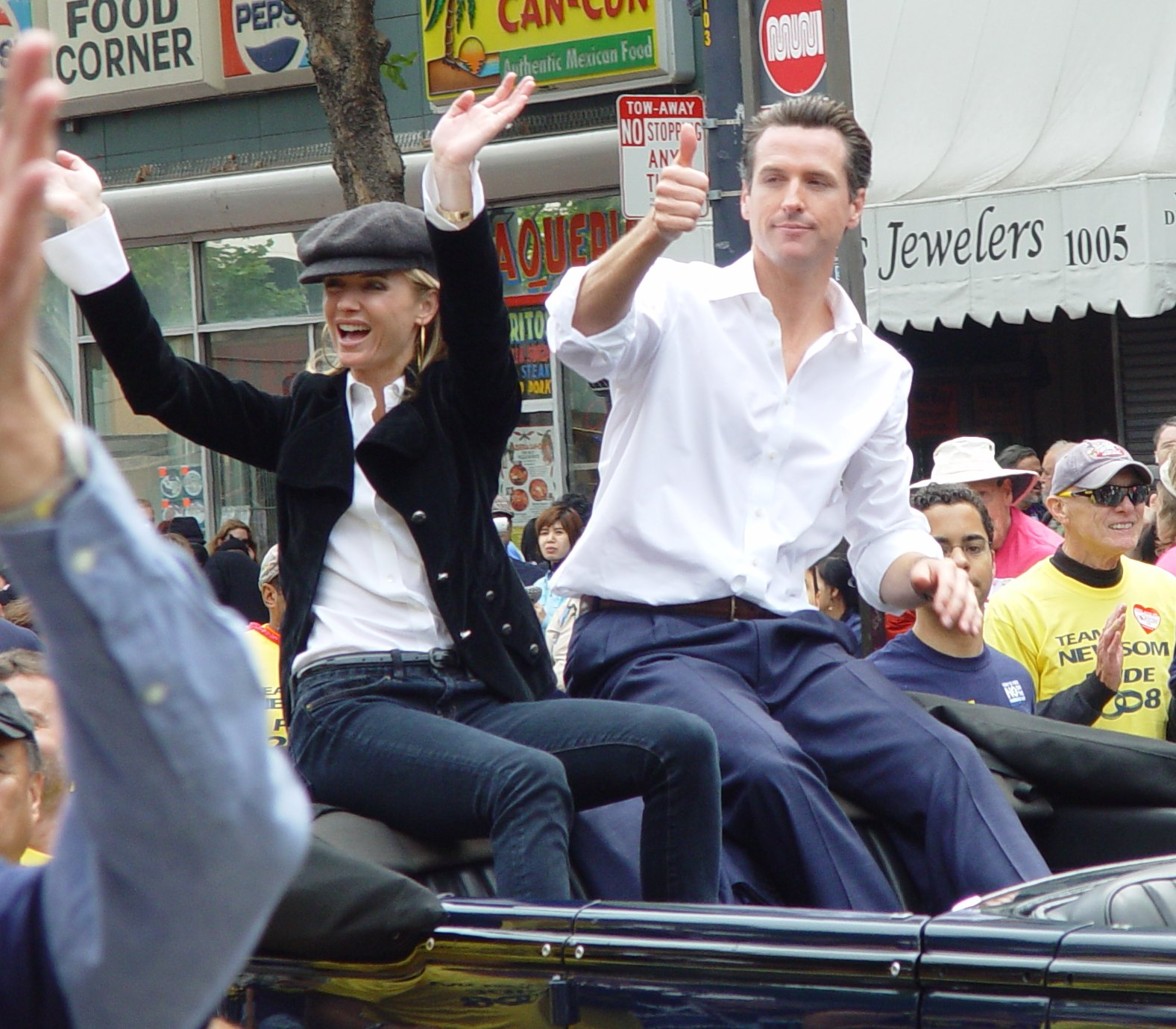
Newsom och hustrun Jennifer Siebel under San Francisco Pride-parad 2008.

Newsom gifte sig med åklagaren och TV-profilen Kimberly Guilfoyle 2001. Senare uppdagades det att han hade en affär med sin sekreterare vilket ledde till att han skilde sig från Guilfoyle 2006. Det gjorde att han tappade röster bland kristna väljare, men förtroendet ökade igen 2007 då det blev känt att han skulle gifta sig med regissören Jennifer Siebel. Bröllopet ägde rum 2008 och de har fyra barn tillsammans. Kimberly Guilfoyle var senare förlovad med Donald Trump Jr.